# Berki nádiposzáta
A berki nádiposzáta (Acrocephalus dumetorum) a madarak osztályának a verébalakúak (Passeriformes) rendjéhez, ezen belül a nádiposzátafélék (Acrocephalidae) családjához tartozó faj.

## Előfordulása
Északkelet-Európában fészkel, főleg bokros, magaskórós élőhelyeken. Nyugat-Európában ritka nyári-őszi kóborló.
Telelőterülete Ázsiában, India déli részén és Srí Lanka szigetén van.

## Megjelenése
Testhossza 13-14 centiméter, szárnyfesztávolsága 17-19 centiméter. A fakó és meglehetősen egyszínű madár az énekes nádiposzátára emlékeztet, de szürkébb és hasoldala egyszínű. Világos szemöldöksávja a szeme előtt szélesebb, mögötte alig látszik, a csőre hosszabb, a lába pedig sötét színű. A szárnycsúcsa rövidebb, lekerekített, egyformán sötét, az énekesé hosszabb, hegyes és a kézevezői világos szélűek.
|  |

## Hangja
Hívóhangja rövid, kemény csik-csik-(csik), éneke változatos, minden dallamot lassan többször megismétel.